# Jaya Simhavarman Ier

Jaya Simhavarman Ier  est un souverain de la VIe Dynastie du royaume de Champā de  898 à 908

## Règne
Jaya Simhavarman Ier le successeur d'Indravarman II est son neveu en ligne matrilinéaire c'est-à-dire le fils d'un frère anonyme de la reine Rajakula-Haradevi 
Il épouse lui-même une princesse originaire du Quảng Trị ce qui lui permet détendre l'influence de sa dynastie vers le nord jusqu'à la  province de Quảng Bình en s'appuyant sur les forteresses établies de Châu Sa au sud jusqu'à celle de Nhân biểu dans la province de Quảng Trị 
Sa disparition est peut être à l'origine d'une crise de succession car son fils et successeur le roi Saktivarman n'est cité qu'une seule fois en 908 alors que cette même année marque également l’avènement du roi Bhadravarman II, lié par son mariage avec une lignée cadette